# Capreolus
Capreolus es un género de mamíferos rumiantes de la familia Cervidae. Se encuentran en Eurasia. Contiene dos especies.

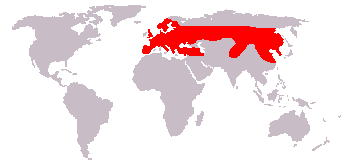
Distribución de Capreolus

## Especies
- Capreolus capreolus - corzo común
- Capreolus pygargus - corzo siberiano